# Código postal mexicano

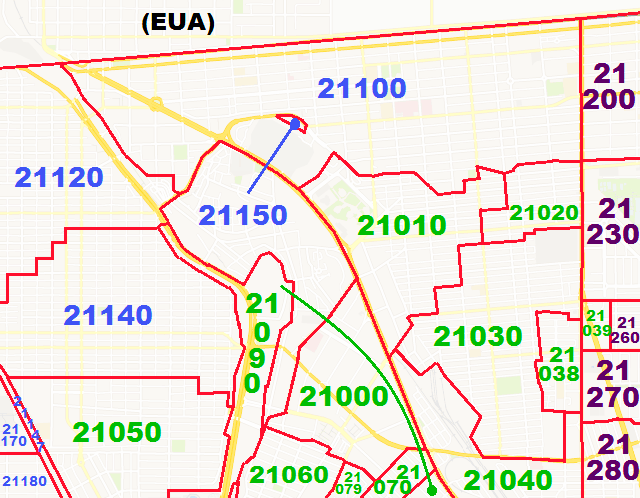
Códigos postales de la zonas céntricas de Mexicali, Baja California.

El Código Postal Mexicano es el sistema de asignación de códigos postales usado en México para designar las localidades y demás divisiones administrativas en las que el país se subdivide políticamente. Consta de cinco dígitos, de los cuales los dos primeros identifican el estado o parte del mismo. Para el caso de la Ciudad de México, los dos primeros dígitos representan sus respectivas alcaldías (antes, "delegaciones") por orden alfabético. El inicio de código 00 no se encuentra en uso.
| 01-16 Ciudad de México | 20 Aguascalientes | 21-22 Baja California  | 23 Baja California Sur |
| 24 Campeche            | 29-30 Chiapas     | 31-33 Chihuahua        | 25-27 Coahuila         |
| 28 Colima              | 34-35 Durango     | 36-38 Guanajuato       | 39-41 Guerrero         |
| 42-43 Hidalgo          | 44-49 Jalisco     | 50-57 Estado de México | 58-61 Michoacán        |
| 62 Morelos             | 63 Nayarit        | 64-67 Nuevo León       | 68-71 Oaxaca           |
| 72-75 Puebla           | 76 Querétaro      | 77 Quintana Roo        | 78-79 San Luis Potosí  |
| 80-82 Sinaloa          | 83-85 Sonora      | 86 Tabasco             | 87-89 Tamaulipas       |
| 90 Tlaxcala            | 91-96 Veracruz    | 97 Yucatán             | 98-99 Zacatecas        |

Los códigos postales de este país son propiedad del Gobierno de México y administrados por el organismo público descentralizado Correos de México, los cuales, se pueden descargar gratuitamente desde su 
sitio web oficial

## Funcionamiento
La asignación de los números a, que se refiere el artículo que precede, se hará como sigue:
a).- Los dos primeros dígitos identifican una delegación del Distrito Federal, una entidad federativa o parte de una entidad federativa.
b).- El tercer dígito, identifica en el Distrito Federal, un conjunto de colonias y en las entidades federativas un conjunto de municipios, un municipio importante, una ciudad importante, o parte de una de las ciudades más importantes.
c).- El cuarto dígito identifica en el Distrito Federal, una colonia y en las entidades federativas un municipio, parte de un municipio o una colonia de una ciudad.
d).- EL quinto dígito identifica en el Distrito Federal, un conjunto de manzanas o el número específico de un gran usuario y en las entidades federativas una localidad dentro de un municipio, una colonia de una ciudad importante, o el número específico de un gran usuario local.

## Historia Correos Mexicanos
México empezó el servicio postal desde 1580. La oficina principal del trabajo era para comunicar al virreinato de Nueva España con la metrópoli España. 
El día 17 de febrero de 1907 el Presidente de México Porfirio Díaz fundó el Palacio Postal, también conocida como la "Quinta Casa de Correos".

## Historia del Código Postal
Durante la época porfirista no hubo grandes modificaciones en el servicio postal. Sin embargo, debe darse cuenta de dos hechos sobresalientes: el primero, que en 1891 el servicio postal dejó de pertenecer a la Secretaría de Hacienda y pasó a formar parte de la recién creada Secretaría de Comunicaciones y Obras Públicas; el segundo hecho sobresaliente es la expedición, en 1899, de un nuevo Código Postal.
La “desincorporacion” de la Secretaría de Hacienda tiene que ver con la naturaleza con la que se concebía al servicio postal. En un primer momento el correo se consideró como una renta del Estado, por los ingresos generados; con la expedición del Código Postal de 1884, el correo pasó a ser considerado como un servicio público.
En el periodo pos-revolucionario se advierte que en 1926 se derogó el Código de 1899.